# Anna Shirleyová
Anna Shirleyová (Anna ze Zeleného domu/Anna ze zelených vršků), anglicky Anne Shirley, je literární postava z románů kanadské spisovatelky Lucy Maud Montgomeryové.
Románová Anna se narodila v březnu 1865 v Bolingbroku v Novém Skotsku mladému učitelskému páru Bertě a Walterovi Shirleyovým. Její rodiče byli velmi chudí a oba učili na gymnáziu. Když byly Anně asi tři měsíce, umřela její maminka a brzy na to i tatínek, a tak si Annu vzala paní Thomasová, aby jí pomáhala s dětmi. Tam zůstala až do svých osmi let, ale pak už u paní Thomasové nemohla zůstat, a tak si ji vzala jako pomocnici paní Hammondová, která měla 8 dětí. Tam byla asi dva roky a potom ji dali do sirotčince v Hopetownu.
Anna neměla příliš šťastné dětství, dokud si ji v 11 letech k sobě do Avonlea (Kanada, Ostrov Prince Edwarda) nevzali Marilla a Matěj Cuthbertovi. Původně měl do Zeleného domu přijít malý chlapec, ale shodou náhod a malého nedorozumění tam přijela právě Anna. Marilla váhala, ale Matěj si byl od prvního okamžiku jistý, že si chce Annu nechat. A tak se i stalo...
Malá Anna byla velmi vnímavé dítě, dobře se učila a byla v Avonlea moc šťastná a spokojená. Nechávala se unášet svojí fantazií, poznávala okolí a zajímalo ji všechno nové. Dokonce si našla i skutečnou kamarádku a nemusela si už vymýšlet žádnou Katku Mauriceovou nebo Violettu, jako to dělala v sirotčinci a když se cítila osamělá. Tou novou spřízněnou duší byla Diana Barryová z domu Na stráni kousek od Zeleného domu, kde bydlela Anna.
Koho Anna od začátku neměla v lásce, byl Gilbert Blythe, protože se jí hned v prvních dnech ve škole posmíval, že má rezavé vlasy, a ona by si tolik přála mít vlasy kaštanově hnědé. A tak se s ním vůbec nebavila, ale soupeřili spolu v tom, kdo z nich bude nejlepším žákem ve třídě.
Potkali se spolu při studiích na Královské akademii a později také v Redmondu na univerzitě. To už byli spolu dlouho usmíření, ale Gilbert cítil k Anně mnohem víc než jen přátelství. Požádal ji tedy o ruku, jenže Anna v té době cítila, že mu víc než přátelství nabídnout nemůže. To zase na nějakou dobu jejich vztah pokazilo a Annu to moc mrzelo. Stále si však nedokázala připustit, co ke Gilbertovi skutečně cítí.
Z Anny i Gilberta se stali bakaláři umění a jejich cesty se dlouho proplétaly, až jim konečně oběma došlo, že bez sebe nedokážou žít. Gil požádal Annu podruhé o ruku a tentokrát už ho neodmítla.